# Труфаново (Климовське сільське поселення)
Труфаново (рос. Труфаново) — присілок Бокситогорського району Ленінградської області Росії. Входить до складу Климовського сільського поселення.
Населення — 5 осіб (2012 рік). Відстань до адміністративного центру поселення - 15 км 